# 山形県道350号たらのき代鶴岡線
山形県道350号𣗄代鶴岡線（やまがたけんどう350ごう たらのきだいつるおかせん）は山形県鶴岡市を通る一般県道である。

## 概要
山形県道351号𣗄代大網線と接続する鶴岡市𣗄代を起点に北上し、旧櫛引町の中心部を経て鶴岡市街地へ向かう路線。沿線には「たらのきだいスキー場」や「櫛引温泉ゆ〜TOWN」といった施設が存在する。
途中の鶴岡市遠賀原から鶴岡市外内島にかけて国道112号・国道345号と重複している。外内島交差点から道形交差点までは1979年に供用開始された国道112号鶴岡東バイパスの旧道区間、道形交差点から文下交差点までは国道112号鶴岡北改良の旧道区間となり、このうち日吉町交差点から文下交差点までは旧来の羽州浜街道に該当するルートである。道形交差点より終点側は国道112号鶴岡北改良の完成に伴い移管された区間であり、文下交差点から終点の本田交差点まではかつての国道7号鶴岡バイパスの末端区間である。

### 路線データ
- 総延長：20.5km[1]
- 実延長：19.3km[1]
- 起点：山形県東田川郡櫛引町大字𣗄代[2]（現・山形県鶴岡市𣗄代）（山形県道351号𣗄代大網線交点）
- 終点：山形県鶴岡市[2]（本田交差点＝国道7号・国道112号交点）

## 路線状況

### 重複区間
- 国道112号（鶴岡市遠賀原-鶴岡市外内島間）
- 国道345号（鶴岡市遠賀原-鶴岡市外内島間）
- 山形県道349号鶴岡村上線（鶴岡市末広町の一部区間）

### 交通量
24時間自動車類交通量（台/日）
- 鶴岡市黒川：2,956
- 鶴岡市我老林字村西：5,053
- 鶴岡市昭和町：6,839
- 鶴岡市宝田2丁目：15,243
- 鶴岡市宝田3丁目：15,762
- 鶴岡市文下：7,871

## 地理

### 交差する道路
交差する道路の特記がないものは市道。
| 交差する道路                                                    | 交差する道路                           | 交差点名 | 交差点名           |
| --------------------------------------------------------------- | -------------------------------------- | -------- | ------------------ |
| 山形県道351号𣗄代大網線                                         |                                        | 鶴岡市   | （𣗄代地内）       |
| 庄内東部広域農道                                                | 庄内東部広域農道                       | 鶴岡市   | （黒川地内）       |
| 山形県道44号余目温海線                                          | 山形県道44号余目温海線                 | 鶴岡市   | （黒川地内）       |
| -（屈折）                                                       | 国道112号・国道345号鶴岡東バイパス     | 鶴岡市   | 遠賀原             |
| -                                                               | 国道345号鶴岡南バイパス                | 鶴岡市   | 外内島南バイパス口 |
| 国道112号鶴岡東バイパス                                         | -（屈折）                              | 鶴岡市   | 外内島             |
| 国道345号鶴岡南バイパス                                         | 国道345号鶴岡南バイパス                | 鶴岡市   | （外内島地内）     |
| 山形県道48号鶴岡停車場線 山形県道349号鶴岡村上線（旧国道345号） | -（屈折）                              | 鶴岡市   | 日吉町             |
| -（屈曲）                                                       | 山形県道349号鶴岡村上線（旧国道345号） | 鶴岡市   | （末広町地内）     |
| 国道112号                                                       | 国道112号鶴岡東バイパス                | 鶴岡市   | 道形               |
| - （屈折）                                                      | 山形県道333号鶴岡広野線（旧国道7号）   | 鶴岡市   | 文下               |
| 国道112号                                                       | 国道7号三川バイパス                    | 鶴岡市   | 本田               |
| 国道7号鶴岡バイパス 新潟・村上方面                              |                                        |          |                    |

### 沿線上にある施設
- たらのきだいスキー場
- 鶴岡市役所櫛引庁舎（旧櫛引町役場）
- 櫛引総合運動公園
- JR鶴岡駅